# Il principe e il povero (film 1972)
Il principe e il povero (The Prince and the Pauper) è un mediometraggio d'animazione televisivo del 1972 diretto da Chris Cuddington. Basato sull'omonimo romanzo del 1881 di Mark Twain, il film fu prodotto dallo studio d'animazione australiano Air Programs International per il ciclo Famous Classic Tales della CBS, dove fu trasmesso il 26 novembre 1972.

## Trama
Il 12 ottobre 1537 a Londra nascono due bambini: Edoardo Tudor, figlio del re Enrico VIII, e Tom Canty, il figlio più giovane di una famiglia molto povera. Dieci anni dopo, Tom viene maltrattato dal padre violento e alcolizzato John che lo costringe a mendicare, ma il prete locale lo incoraggia e istruisce. Un giorno, bighellonando attorno ai cancelli del palazzo di Westminster, Tom vede il principe Edoardo, ma si avvicina troppo e viene spinto a terra da una guardia reale. Tuttavia, Edoardo ordina all'uomo di far entrare Tom e lo porta in camera sua. Lì i due ragazzi si conoscono e rimangono affascinati l'uno dalla vita dell'altro. Notando che tra loro vi è una grande somiglianza, decidono di scambiarsi i vestiti temporaneamente. Edoardo nasconde in un'armatura il Gran Sigillo d'Inghilterra, quindi esce per affrontare la guardia che ha spinto Tom; tuttavia, la guardia lo scambia per Tom e lo caccia dal palazzo.
Tom, vestito da Edoardo, cerca di far fronte alle usanze e alle buone maniere di corte dopo essere stato scambiato per il principe. Enrico VIII, i suoi compagni nobili e il personale del palazzo pensano che il principe abbia una malattia che gli ha causato l'amnesia. Intanto, Edoardo riesce ad arrivare alla casa dei Canty, dove viene scambiato per Tom e subisce la brutalità di John. Riuscito a scappare, incontra Miles Hendon, un soldato e nobile di ritorno dalla guerra. Sebbene Miles non creda alle affermazioni di Edoardo sulla sua vera identità, lo asseconda e diventa il suo protettore. Nel frattempo, arriva loro la notizia che il re Enrico è morto ed Edoardo verrà presto incoronato.
Edoardo viene rapito da John e portato a una riunione di ladri, da cui è costretto a fuggire a causa delle sue affermazioni. Dopo aver dormito in un granaio, apprende di essere arrivato nei pressi di Hendon Hall, la casa di famiglia di Miles. Proprio qui Edoardo incontra l'amico, che lo porta nel palazzo. Tuttavia suo fratello Hugh, diventato signore delle terre dopo la presunta morte di Miles, finge di non riconoscerlo e lo fa cacciare. I due quindi si recano a Londra, ed Edoardo interrompe l'incoronazione. I nobili sono scioccati dalla loro somiglianza ma si rifiutano di credere nello scambio di persona, finché Edoardo non rivela dove ha nascosto il Gran Sigillo d'Inghilterra. Edoardo e Tom tornano ai loro posti originali ed Edoardo viene incoronato re Edoardo VI d'Inghilterra. Miles viene ricompensato con il grado di conte e il diritto della famiglia di sedere alla presenza del re, mentre Hugh viene arrestato. Inoltre Edoardo nomina Tom "guardia onoraria del re", una posizione privilegiata che manterrà per il resto della sua vita.

## Cast vocale
Il cast vocale originale è composto da:
- Barbara Frawley
- Alistair Duncan
- Ron Haddrick
- Tim Eliott
- John Llewellyn
- Richard Meikle
- Rosemary Butcher
- Brenda Senders[1]

## Distribuzione

### Edizione italiana
La prima edizione italiana fu trasmessa, divisa in due parti, il 20 e 27 marzo 1975 sul Programma Nazionale. Nel 1980, in occasione delle repliche su alcune televisioni locali, il film fu ridoppiato presso la SEDIF con la collaborazione dei doppiatori della CVD; in tale edizione i due protagonisti, a differenza della versione in inglese, hanno due voci diverse.

### Edizioni home video
Il film fu pubblicato in VHS in America del Nord nel 1986 dalla MGM/UA Home Video e in Italia nel 1989 dalla DB Media e nel 1990 dalla Fabbri Editori nella collana per l'edicola Avventure senza tempo (dove era abbinato a un albo illustrato tratto da esso). Successivamente è stato pubblicato in DVD-Video in Italia nel 2004 dalla Finson (con la sola traccia audio in italiano).